# Grand Theft Auto: Chinatown Wars
Grand Theft Auto: Chinatown Wars (kurz: GTACTW) ist das zehnte Spiel der Grand-Theft-Auto-Reihe. Das Spiel wurde von Rockstar North und Rockstar Leeds für den Nintendo DS entwickelt. Es erschien am 17. März 2009 in Nordamerika und am 20. März 2009 in Europa. Eine Umsetzung für die PSP erschien am 20. Oktober 2009. Die PSP-Umsetzung hat im Vergleich zur DS-Version eine bessere Grafik, neue Licht- und Animationseffekte sowie neue Missionen. Am 7. Januar 2010 ist eine iOS-Version des Spieles in Apples App Store erschienen. Mittlerweile erschien auch eine HD-Version exklusiv für das iPad.
Das Spiel bekam laut den Internet-Ranglisten GameRankings.com (92,71 %) und Metacritic.com (93 %) im Durchschnitt sehr hohe Bewertungen.
Im April 2009 wurde bekannt, dass Grand Theft Auto: Chinatown Wars im März 100.000 Mal verkauft wurde. Damit liegen die Verkaufszahlen deutlich unter den Erwartungen von Analysten, die Zahlen von 200.000 bis 450.000 Einheiten erwartet hatten.

## Handlung
Der Spieler übernimmt die Rolle von Huang Lee, behüteter Sohn eines ermordeten chinesischen Bandenchefs, der per Flugzeug in Liberty City ankommt, um ein Familienerbstück (ein Schwert) dem nächstältesten Familienoberhaupt, seinem Onkel, zu überreichen. Er wird jedoch bei der Ankunft in Liberty City überfallen und fast ermordet, wobei er das Schwert an die Angreifer verliert. Der Verlust des Schwertes ist schmerzhaft, weil es von Huangs Onkel Kenny als Geschenk an den Triaden-Boss Hsin Jaoming gedacht war, um seine Position zu stärken und langfristig dessen Nachfolge antreten zu können. Huang erfüllt nun für seinen Onkel Missionen, um die Familienehre wiederherzustellen sowie Rivalen und Untergebene im Zaum zu halten.
Auf der Suche nach Schwert und dem Mörder seines Vaters erfüllt Huang auch für eine Reihe anderer mehr oder weniger zwielichtiger Gestalten von Liberty City Aufträge, darunter der dümmliche Chan Jaoming (Hsins Sohn) und der selbstverliebte Zhou Ming, welche mit seinem Onkel um die Nachfolge als Triaden-Oberhaupt zittern. In Zusammenarbeit mit dem Undercover-Cop Wade Heston findet Huang schließlich Beweise, dass die beiden Anwärter dem Geheimdienst als Spitzel gedient haben, woraufhin er diese im Auftrag von Hsin eliminieren muss. Huang tötet die beiden in einem brutalen Showdown, es stellt sich jedoch heraus, dass die Beweise vom wahren Spitzel, Huangs Onkel Kenny gefälscht wurden, welcher auch seinen Bruder auf dem Gewissen hat. Nach einer Verfolgungsjagd verletzt dieser den selbst in die Verschwörung verwickelten Hsin mit dem Schwert schwer, woraufhin Huang ihn tötet. Die schließlich eintreffende Polizei verhaftet Hsin und alle anderen anwesenden Mitglieder der Triade – außer Huang, da dieser laut Heston ein guter Mann wäre – für einen reichen Schnösel.

## Gameplay
→ Eine ausführliche Beschreibung des reihentypischen Spielprinzips findet sich unter Grand Theft Auto#Spielprinzip. Im Folgenden sind dessen Umsetzung in diesem Spiel sowie die Unterschiede zu den Vorgängern beschrieben.
Das Spiel wird ähnlich der Vogelperspektive der ersten beiden GTA-Spiele gespielt. Die Kameraposition ist nicht wie in diesen Spielen über dem Spieler positioniert, sondern blickt schräg auf den Spieler herab. Im Unterschied zu den ersten beiden Spielen, wo die Spielwelt bzw. Grafik nur waagerecht oder senkrecht rollte, kann die Spielwelt (um die Höhenachse) rotiert werden und folgt somit den Bewegungen des Spielers.
Die Spielwelt ist die Stadt Liberty City (angelehnt an New York City), deren Aufbau sich an der Stadt Liberty City aus dem Spiel Grand Theft Auto IV orientiert. Es fehlt die Insel Alderney, aber der Verlauf vieler Straßenzüge und einige Bauten entsprechen der Fassung aus GTA IV.
Einige Spielelemente wurden um Minigames, die auf dem Touchscreen absolviert werden, erweitert. So müssen Molotowcocktails an Tankstellen zusammengebaut werden oder parkende Autos können gestohlen werden, indem die Abdeckung des Zündschlosses abgeschraubt und die Kabel kurzgeschlossen werden.
Die Spielfigur kann springen und schwimmen und auch mit Fahrzeugen (Autos, Motorräder, LKWs, Boote) sind Sprünge möglich. Das Fahndungssystem bietet zusätzlich die Möglichkeit den Fahndungslevel durch das Zerstören von Polizeifahrzeugen zu reduzieren. Die serientypische Sammelmission besteht aus dem Zerstören von Überwachungskameras per Molotowcocktails oder Handgranaten. Die Handlung wird nicht in Form von Zwischensequenzen erzählt, sondern in Form von comichaften Bildern, die vor Beginn jeder Mission gezeigt werden. Statt eines Handys wie in GTA IV besitzt der Spieler hier einen PDA, über den er E-Mails empfangen oder ein Fahrziel festlegen kann. Der Fahrtweg wird dann im unteren Display angezeigt.
Nach Abschluss der Story kann der Spieler Polizeifahrzeuge aufsuchen und auf gemeldete Verbrechen antworten. Die Verbrecher müssen nun vom Spieler eliminiert werden. Falls der Spieler genug Verbrechen erfolgreich abgeschlossen hat, erhält er Medaillen. Andere Nebenmissionen sind u. a. Feuerwehrmann und Sanitäter.
Eine besondere Nebenmissionsart stellt der Drogenhandel dar. Hierzu müssen Drogenverkäufer aufgesucht werden, die Drogen zu unterschiedlichen Preisen kaufen und verkaufen. Mit dem Gewinn kann der Spieler z. B. weitere Verstecke kaufen.
Zusätzlich gibt es sog. „zufällig getroffene Personen“, die man auf der Straße trifft und für die der Spieler Aufträge erfüllen kann.

## Rezeption
Grand Theft Auto: Chinatown Wars erhielt ausgesprochen positive Bewertungen. Die Rezensionsdatenbank Metacritic kürte Chinatown Wars zu einem must-play-Titel für PSP und Nintendo DS. Gleichzeitig ist Chinatown Wars mit einem aggregierten Bewertungsstand von 93 das Nintendo-DS-Spiel mit der höchsten von Metacritic aggregierten Punktzahl. Gamezone.de spricht von „haushoher Skepsis“ und „wilder Vorfreude“. Einerseits freute man sich darauf, auf dem Nintendo DS ein GTA-Spiel spielen zu können, aber man war skeptisch, ob die Umsetzung auf einem kleinen Handheld überzeugend sein würde. Das Ergebnis sei aber mehr als überzeugend. Lediglich die Zwischenszenen, die aus Standbildern bestehen, und der „blechern“ klingende „einfache“ „instrumentale Gitarren-, Rock- und Jazzsound“ wurden als negative Punkte angegeben.

„Es sieht aus wie GTA, es spielt sich auch so! […] ein ganz heißes Eisen, welches in fast allen Belangen vollkommen überzeugen kann!“

Auch Eurogamer kommt zu dem Fazit, dass Chinatown Wars eine gelungene Umsetzung der GTA-Reihe auf dem Nintendo DS sei. Dies sei nicht unbedingt zu erwarten gewesen, da die bisherige Umsetzung von Spielen auf Handhelds immer nur „fast so hübsch“ oder „fast so gut“ gewesen seien. Chinatown Wars sei aber ein Spiel, das speziell für den Nintendo DS entwickelt worden sei.

„Rockstar Leeds hat ein portables Open-World-Game geschaffen, an dem nichts "klein" oder "fast so xxx" ist und das es im positivsten Sinne so nur auf dieser Konsole geben kann. Ein unverkennbares, echtes GTA, das gerade wegen seiner Unterschiede keinen Vergleich scheuen muss und massig eigenen Charakter besitzt.“